# Sojuz MS-26
Sojuz MS-26 è stato un volo astronautico verso la Stazione spaziale internazionale (ISS) e parte del programma Sojuz, ed il 154° volo con equipaggio della navetta Sojuz dal primo volo avvenuto nel 1967. L'equipaggio, formato dal comandante Aleksej Ovčinin e dagli ingegneri di volo Ivan Vagner e Donald Pettit, ha preso parte all'Expedition 72.

## Equipaggio

### Equipaggio principale
| Ruolo               | Equipaggio                                          | Equipaggio                                          |
| ------------------- | --------------------------------------------------- | --------------------------------------------------- |
| Comandante          | Aleksej Ovčinin, Roscosmos Expedition 72 Terzo volo | Aleksej Ovčinin, Roscosmos Expedition 72 Terzo volo |
| Ingegnere di volo 1 | Ivan Vagner, Roscosmos Expedition 72 Secondo volo   | Ivan Vagner, Roscosmos Expedition 72 Secondo volo   |
| Ingegnere di volo 2 | Donald Pettit, NASA Expedition 72 Quarto volo       | Donald Pettit, NASA Expedition 72 Quarto volo       |

### Equipaggio di riserva
| Ruolo               | Equipaggio                  | Equipaggio                  |
| ------------------- | --------------------------- | --------------------------- |
| Comandante          | Sergej Ryžikov, Roscosmos   | Sergej Ryžikov, Roscosmos   |
| Ingegnere di volo 1 | Alekej Zubrickij, Roscosmos | Alekej Zubrickij, Roscosmos |
| Ingegnere di volo 2 | Jonathan Kim, NASA          | Jonathan Kim, NASA          |

## Missione

### Operazioni pre-volo
Il 22 agosto 2024, dopo aver completato gli esami completi del GCTC, la Commissione interdipartimentale dichiarò l'equipaggio principale e quello di riserva pronto al volo spaziale. Il 26 agosto 2024 gli equipaggi arrivarono a Baikonur dove passarono le successive due settimane in quarantena in vista del lancio dell'11 settembre 2024.

### Lancio e docking
Il lancio è avvenuto l'11 settembre 2024 alle 16:23 UTC su un lanciatore Sojuz 2.1a dal Cosmodromo di Bajkonur. Raggiungerà la Stazione spaziale internazionale alle 19:33, dopo un viaggio di tre ore seguendo il profilo di volo ultra-veloce di due orbite.